# Società Sportiva Calcio Napoli 2009-2010
Questa voce raccoglie le informazioni riguardanti la Società Sportiva Calcio Napoli nelle competizioni ufficiali della stagione 2009-2010.

## Stagione
La stagione 2009-2010 del Napoli è stata la 64ª in Serie A e la 68ª complessiva in massima serie. La sede del ritiro precampionato è la città austriaca di Lindabrunn, dove la squadra resta dal 10 al 30 luglio. Nelle amichevoli contro le squadre locali, il 20 luglio il Napoli si impone per 2-0 sul St. Pölten e, il giorno successivo, per 4-1 sul Wiener Neustadt, squadra della Bundesliga austriaca. Il 30 luglio, nella terza e ultima amichevole in terra austriaca, supera 5-1 il Sollenau.
Nelle amichevoli successive, il 5 agosto il Napoli impatta per 0-0 contro l'Espanyol nella prima uscita stagionale al San Paolo, l'8 agosto si impone per 1-0 sul West Ham all'Upton Park di Londra nel trofeo dedicato a Bobby Moore, mentre l'11 agosto pareggia 1-1 con il Racing Santander. La stagione ufficiale inizia il 16 agosto con il terzo turno di Coppa Italia, che vede il Napoli di scena al San Paolo contro la Salernitana; gli azzurri si impongono per 3-0, con le reti di Maggio, Lavezzi e del neo acquisto Hoffer.
Nel corso del campionato viene rivoluzionata la struttura societaria: il 28 settembre 2009 si interrompe consensualmente il quinquennale rapporto con il DG Pierpaolo Marino, nonostante il contratto rinnovato solo pochi mesi prima. Stessa sorte tocca a Roberto Donadoni, esonerato il 6 ottobre 2009 dopo aver raccolto solo sette punti in altrettante partite, frutto di sole due vittorie contro il neo-promosso Livorno per 3-1 e il Siena per 2-1 e un pareggio senza reti con l'Udinese, causate anche da brutti errori (la sconfitta 2-1 col Palermo e due gol subiti in cinque minuti contro l'Inter) e/o dal venire rimontati (da 0-1 a 4-1 contro il Genoa, tra cui ben due gol subiti su rigore e da 0-1 a 2-1 contro la Roma), venendo sostituito da Walter Mazzarri, che si ritrova ad affrontare un calendario difficile. Contemporaneamente, dalla Reggina arriva il Direttore Sportivo Riccardo Bigon, figlio di Alberto, allenatore del secondo scudetto azzurro. Il nuovo tecnico esordisce sulla panchina azzurra il 18 ottobre 2009 nella partita al San Paolo contro il Bologna, vinta per 2-1 con le reti di Quagliarella e Maggio dopo che i partenopei si erano inizialmente ritrovati in svantaggio. Nel turno successivo gli azzurri vincono in casa della Fiorentina grazie a un altro gol dell'ex Maggio, interrompendo un digiuno di vittorie esterne che durava dalla vittoria contro la Lazio con lo stesso risultato esattamente un anno prima.

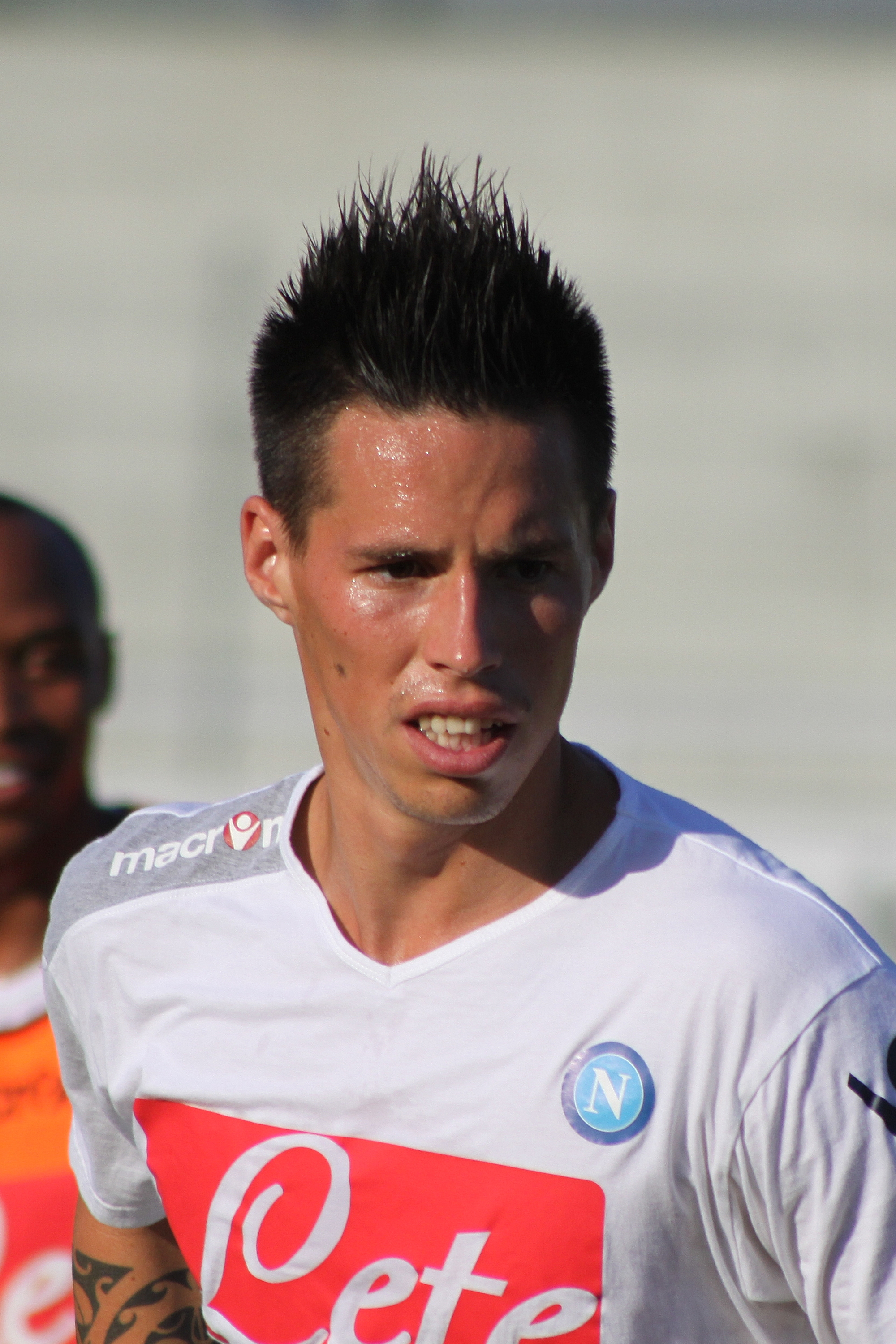
Marek Hamšík, capocannoniere del Napoli per il terzo anno consecutivo.

Contro il Milan al San Paolo, il Napoli subisce due gol nei primi cinque minuti, ma riesce a rimontare e pareggia per 2-2 negli ultimi minuti, poi espugna l'Olimpico di Torino vincendo 3-2 contro la Juventus grazie al primo gol "italiano" di Jesús Dátolo e a una doppietta di Marek Hamšík, anche qui in rimonta dopo essere passato in svantaggio di due gol e ventuno anni dopo l'ultima vittoria azzurra in casa bianconera. Seguono tre pareggi consecutivi contro Catania (0-0), Lazio (0-0) e Parma (1-1), quindi il 6 dicembre 2009 gli azzurri tornano alla vittoria nel match contro il Bari al San Paolo, superando 3-2 i pugliesi con rete di Maggio e doppietta di Quagliarella e portandosi a otto risultati utili consecutivi, eguagliando - limitatamente alla massima serie - la serie utile ottenuta nel torneo 1993-1994 con Marcello Lippi in panchina. Dopo un pareggio esterno contro il Cagliari (3-3) ottenuto all'ultimo momento dopo essere stato in vantaggio di due gol, il Napoli chiude il 2009 superando il Chievo Verona al San Paolo (2-0) e allungando la serie utile a dieci partite. Nel 2010 gli azzurri ripartono con le vittorie ottenute a Bergamo contro l'Atalanta (0-2) e in casa contro la Sampdoria (1-0), chiudendo il girone d'andata al 4º posto con 33 punti a pari merito con la Juventus terza.
Nella sessione invernale del calciomercato viene prelevato l'esterno Andrea Dossena dal Liverpool a titolo definitivo, mentre viene ceduto in prestito al Torino l'attaccante brasiliano Piá. Con la medesima formula vengono ceduti Jesús Dátolo ai greci dell'Olympiakos, Matteo Contini agli spagnoli del Real Saragozza e Nicolás Amodio al Piacenza. Nel frattempo, nel mese di gennaio, si chiude il cammino dei partenopei in Coppa Italia, con la sconfitta subita ad opera della Juventus negli ottavi di finale (3-0 per i bianconeri nella gara secca a Torino e prima sconfitta per Mazzarri) dopo aver eliminato la Salernitana al terzo turno e il Cittadella al quarto turno.
Dopo due pareggi interni consecutivi contro Palermo e Genoa (entrambi per 0-0), intervallati dalla vittoria di Livorno (0-2), il Napoli di Mazzarri ottiene la prima sconfitta in campionato nella trasferta di Udine del 7 febbraio 2010 (3-1 per i padroni di casa); la serie di risultati utili si ferma così a quota quindici (8 vittorie e 7 pareggi), seconda soltanto ai sedici risultati utili consecutivi ottenuti nel 1989-1990, anno del secondo scudetto. Dopo un periodo di calo con un calendario difficile - quattro punti nelle successive sei partite, risultato di quattro pareggi contro Inter, Siena, Roma e Milan - in cui il Napoli scende all'ottavo posto fuori dall'Europa, gli azzurri tornano alla vittoria il 25 marzo superando la Juventus al San Paolo (3-1). Il 18 aprile 2010 il Napoli supera in trasferta il Bari (1-2) e raggiunge quota 52 punti, nuovo record per il club azzurro in massima serie con i 3 punti per vittoria. Il record precedente risaliva alla stagione 1994-1995 ed era di 51 punti, quando ad allenare il Napoli c'era Vujadin Boškov e il torneo era composto da 18 squadre.
Con la vittoria a Verona contro il Chievo (1-2) del 2 maggio 2010, sesto successo esterno del campionato (eguagliato il record della stagione 1951-1952 nei tornei di massima serie a 20 squadre), il Napoli ottiene l'aritmetica qualificazione in UEFA Europa League 2010-2011 con due giornate di anticipo, quindi con la successiva vittoria al San Paolo ai danni dell'Atalanta (2-0), con doppietta di Quagliarella, i partenopei si assestano definitivamente al 6º posto in classifica, miglior risultato dalla stagione 1993-1994. Con la sconfitta per mano della Sampdoria all'ultima giornata (1-0), il Napoli chiude a 59 punti con 15 vittorie, 14 pareggi e 9 sconfitte. Con 52 punti in 31 partite, Mazzarri ottiene la miglior media punti da quando l'allenatore disputa la Serie A fino a quel momento.
Marek Hamšík, autore di 12 reti, si conferma capocannoniere stagionale del Napoli per il terzo anno consecutivo. Fabio Quagliarella, invece, alla sua prima e ultima stagione a Napoli, si conferma il vice-capocannoniere, con 11 reti senza rigori.

## Divise e sponsor
Terminato l'accordo con la Diadora, il nuovo sponsor tecnico è la Macron, con cui la società partenopea stipula un contratto triennale. Come sponsor principale si conferma - per la quinta stagione consecutiva - Acqua Lete.
La divisa è costituita dalla tradizionale maglia azzurra, con calzoncini bianchi e calzettoni azzurri. La seconda divisa è un completo grigio argento con rifiniture rosse, mentre la terza è un completo rosso con rifiniture color oro, in omaggio ai colori della bandiera cittadina.
| Casa | Trasferta | Terza Divisa |

## Organigramma societario
Dal sito ufficiale del Napoli.
Area direttiva
- Presidente: Aurelio De Laurentiis
- Vicepresidenti: Jacqueline Marie Baudit ed Edoardo De Laurentiis
- Consigliere: Valentina De Laurentiis
- Consigliere delegato: Andrea Chiavelli
- Direttore Generale: Pierpaolo Marino fino al 28/09/2009[1]
- Direttore Sportivo: Riccardo Bigon[2]

Area organizzativa
- Segretario generale: Alberto Vallefuoco
- Team manager: Giuseppe Santoro

Area comunicazione
- Ufficio Stampa: Guido Baldari

Area marketing
- Ufficio marketing: Alessandro Formisano

Area tecnica
- Allenatore: Roberto Donadoni fino al 6/10/2009, poi Walter Mazzarri
- Allenatore in seconda: Mario Bortolazzi fino al 6/10/2009, poi Nicolò Frustalupi
- Preparatore atletico: Giovanni Andreini fino al 6/10/2009, poi Giuseppe Pondrelli
- Preparatore dei portieri: Sergio Buso fino al 6/10/2009, poi Nunzio Papale

Area sanitaria
- Responsabile sanitario: Dott. Alfonso De Nicola
- Fisioterapista: Marco Di Lullo
- Massaggiatori: Massimo Buono

## Rosa
| N. |                      | Ruolo | Calciatore           |
| -- | -------------------- | ----- | -------------------- |
| 1  | Italia (bandiera)    | P     | Gennaro Iezzo        |
| 2  | Italia (bandiera)    | D     | Gianluca Grava       |
| 4  | Italia (bandiera)    | C     | Francesco Montervino |
| 5  | Italia (bandiera)    | C     | Michele Pazienza     |
| 6  | Italia (bandiera)    | D     | Salvatore Aronica    |
| 7  | Argentina (bandiera) | A     | Ezequiel Lavezzi     |
| 8  | Italia (bandiera)    | C     | Manuele Blasi        |
| 8  | Italia (bandiera)    | D     | Andrea Dossena       |
| 9  | Austria (bandiera)   | A     | Erwin Hoffer         |
| 11 | Italia (bandiera)    | C     | Christian Maggio     |
| 12 | Brasile (bandiera)   | A     | Piá                  |
| 13 | Italia (bandiera)    | D     | Fabiano Santacroce   |
| 14 | Argentina (bandiera) | D     | Hugo Campagnaro      |
| 15 | Argentina (bandiera) | C     | Jesús Dátolo         |
| 16 | Colombia (bandiera)  | D     | Juan Camilo Zúñiga   |

| N. |                       | Ruolo | Calciatore                 |
| -- | --------------------- | ----- | -------------------------- |
| 17 | Slovacchia (bandiera) | C     | Marek Hamšík               |
| 18 | Uruguay (bandiera)    | C     | Mariano Bogliacino         |
| 19 | Argentina (bandiera)  | A     | Germán Denis               |
| 21 | Italia (bandiera)     | C     | Luca Cigarini              |
| 22 | Italia (bandiera)     | P     | Matteo Gianello            |
| 23 | Uruguay (bandiera)    | C     | Walter Gargano             |
| 26 | Italia (bandiera)     | P     | Morgan De Sanctis          |
| 27 | Italia (bandiera)     | A     | Fabio Quagliarella         |
| 28 | Italia (bandiera)     | D     | Paolo Cannavaro (capitano) |
| 32 | Uruguay (bandiera)    | C     | Nicolás Amodio             |
| 33 | Italia (bandiera)     | D     | Erminio Rullo              |
| 34 | Italia (bandiera)     | A     | Lorenzo Insigne            |
| 77 | Italia (bandiera)     | D     | Leandro Rinaudo            |
| 91 | Italia (bandiera)     | C     | Raffaele Maiello           |
| 96 | Italia (bandiera)     | D     | Matteo Contini             |

## Calciomercato
Nella sessione estiva del calciomercato vengono acquistati Fabio Quagliarella dall'Udinese, Luca Cigarini dall'Atalanta, Hugo Campagnaro dalla Sampdoria, Juan Camilo Zúñiga dal Siena, Morgan De Sanctis dal Siviglia ed Erwin Hoffer dal Rapid Vienna. Per quanto riguarda i movimenti in uscita, Andrea Russotto - non riscattato - rientra al Bellinzona, Luca Bucci si svincola a fine contratto, mentre Daniele Mannini viene ceduto in comproprietà alla Sampdoria nell'ambito dell'operazione Campagnaro. Cristian Bucchi, rientrato dal prestito all'Ascoli, passa al Cesena con la medesima formula. Sempre con la formula del prestito, vengono ceduti Samuele Dalla Bona ai greci dell'Iraklis, Nicolás Navarro al River Plate, Marcelo Zalayeta al Bologna e Luigi Vitale al Livorno. Vengono, inoltre, risolte le comproprietà di Maurizio Domizzi e György Garics, che passano interamente a Udinese e Atalanta rispettivamente, oltre a quelle di Biagio Del Giudice e Tommaso Romito, che passano all'Aversa Normanna e al Pescara, mentre viene rinnovata con il Siena quella di Emanuele Calaiò. Nell'ultimo giorno di calciomercato, a campionato già iniziato, vengono ceduti Manuele Blasi in prestito al Palermo e Francesco Montervino a titolo definitivo alla Salernitana.
Nella sessione invernale viene acquistato Andrea Dossena dal Liverpool e vengono ceduti Matteo Contini al Real Saragozza, Jesús Dátolo all'Olympiacos, Samuele Dalla Bona (di ritorno dall'Iraklis) al Verona e Piá al Torino, tutti con la formula del prestito con diritto di riscatto.

### Sessione estiva(dall'1/7 al 31/8)
| Acquisti         | Acquisti           | Acquisti     | Acquisti                    |
| R.               | Nome               | da           | Modalità                    |
| ---------------- | ------------------ | ------------ | --------------------------- |
| P                | Morgan De Sanctis  | Siviglia     | definitivo (1,5 milioni €)  |
| D                | Hugo Campagnaro    | Sampdoria    | definitivo (7 milioni €)    |
| D                | Erminio Rullo      | Triestina    | fine prestito               |
| D                | Juan Camilo Zúñiga | Siena        | definitivo (8,5 milioni €)  |
| C                | Luca Cigarini      | Atalanta     | definitivo (10,5 milioni €) |
| A                | Erwin Hoffer       | Rapid Vienna | definitivo (5 milioni €)    |
| A                | Fabio Quagliarella | Udinese      | definitivo (18 milioni €)   |
| Altre operazioni |                    |              |                             |
| R.               | Nome               | da           | Modalità                    |
| D                | Mario D'Urso       | Giulianova   | fine prestito               |
| C                | Cosmo Palumbo      | Cesena       | fine prestito               |
| A                | Cristian Bucchi    | Ascoli       | fine prestito               |
| A                | Roberto De Zerbi   | Avellino     | fine prestito               |
| A                | Marcelo Zalayeta   | Juventus     | rinnovo compartecipazione   |

| Cessioni         | Cessioni               | Cessioni        | Cessioni                          |
| R.               | Nome                   | a               | Modalità                          |
| ---------------- | ---------------------- | --------------- | --------------------------------- |
| P                | Luca Bucci             | svincolato      | fine contratto                    |
| P                | Nicolás Navarro        | River Plate     | prestito                          |
| D                | Luigi Vitale           | Livorno         | prestito                          |
| C                | Manuele Blasi          | Palermo         | prestito (0,5 milioni €)          |
| C                | Samuele Dalla Bona     | Īraklīs         | prestito                          |
| C                | Daniele Mannini        | Sampdoria       | compartecipazione (3,5 milioni €) |
| C                | Francesco Montervino   | Salernitana     | definitivo                        |
| A                | Andrea Russotto        | Bellinzona      | fine prestito                     |
| A                | Marcelo Zalayeta       | Bologna         | prestito                          |
| Altre operazioni |                        |                 |                                   |
| R.               | Nome                   | a               | Modalità                          |
| P                | Biagio Del Giudice     | Aversa Normanna | risoluzione comp. (500 €)         |
| D                | Francesco Bruno        | Fano            | prestito                          |
| D                | Mario D'Urso           | Lecco           | prestito                          |
| D                | Maurizio Domizzi       | Udinese         | risoluzione comp. (2,5 milioni €) |
| D                | György Garics          | Atalanta        | risoluzione comp. (1,5 milioni €) |
| D                | Tommaso Romito         | Pescara         | risoluzione comp. (0,1 milioni €) |
| C                | Luca Giannone          | Lecco           | prestito                          |
| C                | Cosmo Palumbo          | Lecco           | prestito                          |
| A                | Massimiliano Ammendola | Crociati Noceto | prestito                          |
| A                | Cristian Bucchi        | Cesena          | prestito (45 000 €)               |
| A                | Emanuele Calaiò        | Siena           | rinnovo compartecipazione         |
| A                | Camillo Ciano          | Lecco           | prestito                          |

### Sessione invernale(dal 2/1 all'1/2)
| Acquisti         | Acquisti           | Acquisti  | Acquisti                 |
| R.               | Nome               | da        | Modalità                 |
| ---------------- | ------------------ | --------- | ------------------------ |
| D                | Andrea Dossena     | Liverpool | definitivo (4 milioni €) |
| Altre operazioni |                    |           |                          |
| R.               | Nome               | da        | Modalità                 |
| D                | Mario D'Urso       | Lecco     | fine prestito            |
| C                | Samuele Dalla Bona | Īraklīs   | fine prestito            |
| C                | Cosmo Palumbo      | Lecco     | fine prestito            |

| Cessioni         | Cessioni           | Cessioni        | Cessioni                               |
| R.               | Nome               | a               | Modalità                               |
| ---------------- | ------------------ | --------------- | -------------------------------------- |
| D                | Matteo Contini     | Real Saragozza  | prestito dir. riscatto (0,2 milioni €) |
| C                | Nicolás Amodio     | Piacenza        | prestito                               |
| C                | Jesús Dátolo       | Olympiacos      | prestito dir. riscatto (0,4 milioni €) |
| A                | Lorenzo Insigne    | Cavese          | prestito                               |
| A                | Piá                | Torino          | prestito con diritto di riscatto       |
| Altre operazioni |                    |                 |                                        |
| R.               | Nome               | a               | Modalità                               |
| D                | Mario D'Urso       | Aversa Normanna | prestito                               |
| C                | Samuele Dalla Bona | Verona          | prestito con diritto di riscatto       |
| C                | Cosmo Palumbo      | Aversa Normanna | prestito                               |
| A                | Roberto De Zerbi   | CFR Cluj        | prestito                               |

## Risultati

### Serie A

#### Girone di andata
| Arbitro: | Rosetti (Torino) |

|                               |           |            |
| Cavani 44’ Miccoli 75’ (rig.) | Marcatori | 73’ Hamšík |

| Arbitro: | De Marco (Chiavari) |

|                                  |           |               |
| Quagliarella 10’, 83’ Hamšík 36’ | Marcatori | 48’ Lucarelli |

| Arbitro: | Tagliavento (Terni) |

|                                                              |           |            |
| Floccari 45+5’ (rig.) Mesto 55’ Crespo 75’ Kharja 89’ (rig.) | Marcatori | 42’ Hamšík |

| Napoli 19 settembre 2009, ore 18:00 CEST 4ª giornata | Napoli            | 0 – 0 referto | Udinese | Stadio San Paolo (30 946 spett.)\| Arbitro: \| Saccani (Mantova) \| |
| Arbitro:                                             | Saccani (Mantova) |               |         |                                                                     |

| Arbitro: | Trefoloni (Siena) |

|                              |           |             |
| Eto'o 3’ Milito 5’ Lúcio 33’ | Marcatori | 37’ Lavezzi |

| Arbitro: | Valeri (Roma) |

|                 |           |               |
| Hamšík 49’, 64’ | Marcatori | 56’ Maccarone |

| Arbitro: | Banti (Livorno) |

|                |           |             |
| Totti 37’, 63’ | Marcatori | 25’ Lavezzi |

| Arbitro: | De Marco (Chiavari) |

|                               |           |              |
| Quagliarella 72’ Maggio 90+1’ | Marcatori | 15’ Adaílton |

| Arbitro: | Morganti (Ascoli Piceno) |

|  |           |            |
|  | Marcatori | 88’ Maggio |

| Arbitro: | Rizzoli (Bologna) |

|                          |           |                    |
| Cigarini 90’ Denis 90+3’ | Marcatori | 2’ Inzaghi 5’ Pato |

| Arbitro: | Damato (Barletta) |

|                            |           |                            |
| Trezeguet 35’ Giovinco 55’ | Marcatori | 59’, 82’ Hamšík 64’ Dátolo |

| Catania 7 novembre 2009, ore 18:00 CET 12ª giornata | Catania          | 0 – 0 referto | Napoli | Stadio Angelo Massimino (14 106 spett.)\| Arbitro: \| Rosetti (Torino) \| |
| Arbitro:                                            | Rosetti (Torino) |               |        |                                                                           |

| Napoli 22 novembre 2009, ore 15:00 CET 13ª giornata | Napoli            | 0 – 0 referto | Lazio | Stadio San Paolo (46 524 spett.)\| Arbitro: \| Saccani (Mantova) \| |
| Arbitro:                                            | Saccani (Mantova) |               |       |                                                                     |

| Arbitro: | Trefoloni (Siena) |

|                    |           |           |
| Amoruso 86’ (rig.) | Marcatori | 33’ Denis |

| Arbitro: | Romeo (Verona) |

|                                  |           |                           |
| Quagliarella 55’, 88’ Maggio 72’ | Marcatori | 49’ Barreto 63’ Ranocchia |

| Arbitro: | Pierpaoli (Firenze) |

|                                 |           |                                           |
| Larrivey 75’ Matri 80’ Jeda 89’ | Marcatori | 21’ Lavezzi 65’ Pazienza 90+6’ Bogliacino |

| Arbitro: | Bergonzi (Genova) |

|                                   |           |  |
| Hamšík 7’ (rig.) Quagliarella 87’ | Marcatori |  |

| Arbitro: | Rosetti (Torino) |

|  |           |                              |
|  | Marcatori | 7’ Quagliarella 58’ Pazienza |

| Arbitro: | Rizzoli (Bologna) |

|           |           |  |
| Denis 71’ | Marcatori |  |

#### Girone di ritorno
| Napoli 17 gennaio 2010, ore 20:45 CET 20ª giornata | Napoli         | 0 – 0 referto | Palermo | Stadio San Paolo (49 451 spett.)\| Arbitro: \| Orsato (Schio) \| |
| Arbitro:                                           | Orsato (Schio) |               |         |                                                                  |

| Arbitro: | Mazzoleni (Bergamo) |

|  |           |                             |
|  | Marcatori | 45+1’ Maggio 90+1’ Cigarini |

| Napoli 30 gennaio 2010, ore 20:45 CET 22ª giornata | Napoli                   | 0 – 0 referto | Genoa | Stadio San Paolo (47 612 spett.)\| Arbitro: \| Morganti (Ascoli Piceno) \| |
| Arbitro:                                           | Morganti (Ascoli Piceno) |               |       |                                                                            |

| Arbitro: | Damato (Barletta) |

|                            |           |            |
| Di Natale 7’, 90+1’, 90+3’ | Marcatori | 21’ Maggio |

| Napoli 14 febbraio 2010, ore 20:45 CET 24ª giornata | Napoli           | 0 – 0 referto | Inter | Stadio San Paolo (56 311 spett.)\| Arbitro: \| Rosetti (Torino) \| |
| Arbitro:                                            | Rosetti (Torino) |               |       |                                                                    |

| Siena 21 febbraio 2010, ore 15:00 CET 25ª giornata | Siena               | 0 – 0 referto | Napoli | Stadio Artemio Franchi - Montepaschi Arena (10 865 spett.)\| Arbitro: \| Giannoccaro (Lecce) \| |
| Arbitro:                                           | Giannoccaro (Lecce) |               |        |                                                                                                 |

| Arbitro: | Rizzoli (Bologna) |

|                             |           |                                 |
| Denis 75’ Hamšík 90’ (rig.) | Marcatori | 59’ (rig.) Baptista 65’ Vučinić |

| Arbitro: | Romeo (Verona) |

|                          |           |             |
| Zalayeta 7’ Adaílton 12’ | Marcatori | 14’ Rinaudo |

| Arbitro: | Banti (Livorno) |

|             |           |                                  |
| Lavezzi 48’ | Marcatori | 60’, 87’ Gilardino 90+5’ Jovetić |

| Arbitro: | Bergonzi (Genova) |

|             |           |                |
| Inzaghi 26’ | Marcatori | 13’ Campagnaro |

| Arbitro: | Rizzoli (Bologna) |

|                                         |           |              |
| Hamšík 51’ Quagliarella 72’ Lavezzi 88’ | Marcatori | 7’ Chiellini |

| Arbitro: | Valeri (Roma) |

|               |           |  |
| Cannavaro 51’ | Marcatori |  |

| Arbitro: | Orsato (Schio) |

|             |           |            |
| Floccari 4’ | Marcatori | 38’ Hamšík |

| Arbitro: | Romeo (Verona) |

|                            |           |                                         |
| Quagliarella 3’ Hamšík 78’ | Marcatori | 63’ Antonelli 68’ Lucarelli 87’ Jiménez |

| Arbitro: | Bergonzi (Genova) |

|             |           |                  |
| Almirón 75’ | Marcatori | 28’, 57’ Lavezzi |

| Napoli 25 aprile 2010, ore 15:00 CEST 35ª giornata | Napoli              | 0 – 0 referto | Cagliari | Stadio San Paolo (41 450 spett.)\| Arbitro: \| Mazzoleni (Bergamo) \| |
| Arbitro:                                           | Mazzoleni (Bergamo) |               |          |                                                                       |

| Arbitro: | De Marco (Chiavari) |

|              |           |                         |
| Granoche 75’ | Marcatori | 45+1’ Denis 86’ Lavezzi |

| Arbitro: | Orsato (Schio) |

|                       |           |  |
| Quagliarella 43’, 83’ | Marcatori |  |

| Arbitro: | Rizzoli (Bologna) |

|             |           |  |
| Pazzini 51’ | Marcatori |  |

### Coppa Italia

#### Turni preliminari
| Arbitro: | Gervasoni (Mantova) |

|                                   |           |  |
| Maggio 29’ Lavezzi 43’ Hoffer 83’ | Marcatori |  |

| Arbitro: | Celi (Campobasso) |

|                |           |  |
| Bogliacino 27’ | Marcatori |  |

#### Fase finale
| Arbitro: | Romeo (Verona) |

|                                     |           |  |
| Diego 24’ Del Piero 77’, 82’ (rig.) | Marcatori |  |

## Statistiche finali

### Statistiche di squadra
| Competizione | Punti | In casa | In casa | In casa | In casa | In casa | In casa | In trasferta | In trasferta | In trasferta | In trasferta | In trasferta | In trasferta | Totale | Totale | Totale | Totale | Totale | Totale | DR |
| Competizione | Punti | G       | V       | N       | P       | Gf      | Gs      | G            | V            | N            | P            | Gf           | Gs           | G      | V      | N      | P      | Gf     | Gs     | DR |
| ------------ | ----- | ------- | ------- | ------- | ------- | ------- | ------- | ------------ | ------------ | ------------ | ------------ | ------------ | ------------ | ------ | ------ | ------ | ------ | ------ | ------ | -- |
| Serie A      | 59    | 19      | 9       | 8       | 2       | 26      | 16      | 19           | 6            | 6            | 7            | 24           | 27           | 38     | 15     | 14     | 9      | 50     | 43     | +7 |
| Coppa Italia | -     | 2       | 2       | 0       | 0       | 4       | 0       | 1            | 0            | 0            | 1            | 0            | 3            | 3      | 2      | 0      | 1      | 4      | 3      | +1 |
| Totale       | -     | 21      | 11      | 8       | 2       | 30      | 16      | 20           | 6            | 6            | 8            | 24           | 30           | 41     | 17     | 14     | 10     | 54     | 46     | +8 |

### Andamento in campionato
| Giornata  | 1  | 2 | 3  | 4  | 5  | 6  | 7  | 8  | 9 | 10 | 11 | 12 | 13 | 14 | 15 | 16 | 17 | 18 | 19 | 20 | 21 | 22 | 23 | 24 | 25 | 26 | 27 | 28 | 29 | 30 | 31 | 32 | 33 | 34 | 35 | 36 | 37 | 38 |
| --------- | -- | - | -- | -- | -- | -- | -- | -- | - | -- | -- | -- | -- | -- | -- | -- | -- | -- | -- | -- | -- | -- | -- | -- | -- | -- | -- | -- | -- | -- | -- | -- | -- | -- | -- | -- | -- | -- |
| Luogo     | T  | C | T  | C  | T  | C  | T  | C  | T | C  | T  | T  | C  | T  | C  | T  | C  | T  | C  | C  | T  | C  | T  | C  | T  | C  | T  | C  | T  | C  | C  | T  | C  | T  | C  | T  | C  | T  |
| Risultato | P  | V | P  | N  | P  | V  | P  | V  | V | N  | V  | N  | N  | N  | V  | N  | V  | V  | V  | N  | V  | N  | P  | N  | N  | N  | P  | P  | N  | V  | V  | N  | P  | V  | N  | V  | V  | P  |
| Posizione | 17 | 8 | 15 | 14 | 17 | 14 | 15 | 14 | 9 | 12 | 6  | 10 | 9  | 11 | 9  | 11 | 6  | 4  | 4  | 4  | 4  | 4  | 4  | 5  | 5  | 6  | 7  | 8  | 7  | 6  | 5  | 6  | 7  | 6  | 7  | 6  | 6  | 6  |

Fonte:  Serie A – Classifiche, su sport.sky.it, Sky Sport. URL consultato il 20 febbraio 2014 (archiviato dall'url originale l'11 settembre 2014).
Legenda:

Luogo: C = Casa; T = Trasferta. Risultato: V = Vittoria; N = Pareggio; P = Sconfitta.

### Statistiche dei giocatori
| Giocatore       | Serie A  | Serie A | Serie A     | Serie A    | Coppa Italia | Coppa Italia | Coppa Italia | Coppa Italia | Totale   | Totale | Totale      | Totale     |
| Giocatore       | Presenze | Reti    | Ammonizioni | Espulsioni | Presenze     | Reti         | Ammonizioni  | Espulsioni   | Presenze | Reti   | Ammonizioni | Espulsioni |
| --------------- | -------- | ------- | ----------- | ---------- | ------------ | ------------ | ------------ | ------------ | -------- | ------ | ----------- | ---------- |
| N. Amodio       | 0        | 0       | 0           | 0          | 1            | 0            | 1            | 0            | 1        | 0      | 1           | 0          |
| S. Aronica      | 26       | 0       | 13          | 1          | 2            | 0            | 0            | 0            | 28       | 0      | 13          | 1          |
| M. Blasi        | 0        | 0       | 0           | 0          | 1            | 0            | 1            | 0            | 1        | 0      | 1           | 0          |
| M. Bogliacino   | 18       | 1       | 2           | 0          | 2            | 1            | 0            | 0            | 20       | 2      | 2           | 0          |
| H. Campagnaro   | 28       | 1       | 7           | 1          | 2            | 0            | 0            | 0            | 30       | 1      | 7           | 1          |
| P. Cannavaro    | 33       | 1       | 15          | 0          | 1            | 0            | 0            | 0            | 34       | 1      | 15          | 0          |
| L. Cigarini     | 28       | 2       | 0           | 0          | 1            | 0            | 1            | 0            | 29       | 2      | 1           | 0          |
| M. Contini      | 13       | 0       | 7           | 1          | 2            | 0            | 1            | 1            | 15       | 0      | 8           | 2          |
| J. Dátolo       | 13       | 1       | 1           | 0          | 3            | 0            | 0            | 0            | 16       | 1      | 1           | 0          |
| M. De Sanctis   | 38       | -43     | 2           | 0          | 1            | 0            | 0            | 0            | 39       | -43    | 2           | 0          |
| G. Denis        | 29       | 5       | 0           | 0          | 2            | 0            | 0            | 0            | 31       | 5      | 0           | 0          |
| A. Dossena      | 10       | 0       | 2           | 0          | 1            | 0            | 0            | 0            | 11       | 0      | 2           | 0          |
| W. Gargano      | 36       | 0       | 6           | 0          | 3            | 0            | 0            | 0            | 39       | 0      | 6           | 0          |
| M. Gianello     | 0        | 0       | 0           | 0          | 0            | 0            | 0            | 0            | 0        | 0      | 0           | 0          |
| G. Grava        | 24       | 0       | 9           | 0          | 1            | 0            | 1            | 0            | 25       | 0      | 10          | 0          |
| M. Hamšík       | 37       | 12      | 1           | 0          | 2            | 0            | 0            | 0            | 39       | 12     | 1           | 0          |
| E. Hoffer       | 8        | 0       | 0           | 0          | 3            | 1            | 0            | 0            | 11       | 1      | 0           | 0          |
| G. Iezzo        | 0        | 0       | 0           | 0          | 2            | -3           | 0            | 0            | 2        | -3     | 0           | 0          |
| L. Insigne      | 1        | 0       | 0           | 0          | 0            | 0            | 0            | 0            | 1        | 0      | 0           | 0          |
| E. Lavezzi      | 30       | 8       | 4           | 1          | 1            | 1            | 0            | 0            | 31       | 9      | 4           | 1          |
| C. Maggio       | 34       | 5       | 3           | 1          | 2            | 1            | 0            | 0            | 36       | 6      | 3           | 1          |
| R. Maiello      | 1        | 0       | 0           | 0          | 0            | 0            | 0            | 0            | 1        | 0      | 0           | 0          |
| F. Montervino   | 0        | 0       | 0           | 0          | 0            | 0            | 0            | 0            | 0        | 0      | 0           | 0          |
| M. Pazienza     | 33       | 2       | 8           | 0          | 0            | 0            | 0            | 0            | 33       | 2      | 8           | 0          |
| Piá             | 2        | 0       | 0           | 0          | 1            | 0            | 0            | 0            | 3        | 0      | 0           | 0          |
| F. Quagliarella | 34       | 11      | 7           | 1          | 2            | 0            | 0            | 0            | 36       | 11     | 7           | 1          |
| L. Rinaudo      | 20       | 1       | 6           | 0          | 2            | 0            | 0            | 0            | 22       | 1      | 6           | 0          |
| E. Rullo        | 1        | 0       | 0           | 0          | 1            | 0            | 0            | 0            | 2        | 0      | 0           | 0          |
| F. Santacroce   | 4        | 0       | 1           | 0          | 1            | 0            | 0            | 0            | 5        | 0      | 1           | 0          |
| J. Zúñiga       | 22       | 0       | 5           | 0          | 2            | 0            | 0            | 0            | 24       | 0      | 5           | 0          |

## Giovanili

### Organigramma societario
Area direttiva
- Responsabile: Luigi Caffarelli

Area tecnica
- Allenatore Primavera: Ivan Faustino
- Allenatore Berretti: Ciro Muro
- Allenatore Allievi Nazionali: Nicola Liguori
- Allenatore Giovanissimi Nazionali: Domenico Panico

### Piazzamenti
- Primavera:
  - Campionato: 8ª nel Girone C
  - Coppa Italia: Secondo Turno
  - Torneo di Viareggio: Ottavi di finale
- Berretti:
  - Campionato: Semifinale
- Allievi Nazionali:
  - Campionato: Sedicesimi di finale
  - Torneo Città di Arco: Fase a gironi
  - Trofeo "Nereo Rocco": Finalista
- Giovanissimi Nazionali:
  - Campionato: Sedicesimi di finale